# 浅槽隔离

现代集成电路截面图的浅槽隔离制造工艺。

浅槽隔离（STI），也称为盒式隔离技术，是一种集成电路特性，用于防止相邻半导体器件组件之间的电流泄漏。STI一般用于工艺节点为250纳米制程及以下的CMOS工艺。较早的CMOS工艺和非MOS工艺常使用局部硅氧化隔离。
STI是在半导体器件制造过程的早期创建的，在晶体管形成之前。STI工艺的关键步骤包括在硅中刻蚀出沟槽图案，沉积一种或多种介電質（如二氧化硅）填充沟槽，以及使用诸如化学机械平坦化之类的技术去除多余的介电材料。
某些半导体制造工艺还包括深槽隔离，是一种常见于模拟集成电路中的相关技术。
沟槽边缘效应导致了最近所谓的“逆窄沟道效应”（reverse narrow channel effect）或“反窄宽度效应”（inverse narrow width effect）。基本上，由于边缘处的電場增强，更容易在较低电压下形成导电通道（通过反转）。对于较窄的晶体管宽度，阈值电压实际上降低。对电子设备的主要影响是随阈值电压降低而显著增大的亚阈值电流。

## 工艺流程
- 堆叠沉积（氧化物 + 保护性氮化物）
- 光刻显影
- 干法刻蚀（反应离子刻蚀）
- 沟槽填充氧化物
- 化学机械平坦化氧化物
- 去除保护性氮化物
- 调整氧化物高度至与硅平齐

## 相关
- 前道工序